# Midway nemzetközi repülőtér
A Midway nemzetközi repülőtér, ismert még mint Midway repülőtér, Chicago Midway vagy csak röviden Midway (IATA: MDW, ICAO: KMDW) az Amerikai Egyesült Államok egyik jelentős nemzetközi repülőtere. Illinois államban, Chicagóban található. Éves utasforgalma 19 916 643 fő (2022).

## Futópályák
A repülőtér futópályái:
- 04L/22R (5507 ft, 150 ft, aszfalt)
- 04R/22L (6445 ft, 150 ft)
- 13C/31C (6522 ft, 150 ft, aszfalt)
- 13R/31L (3859 ft, 60 ft, aszfalt)

## Forgalom
Az utasforgalom az elmúlt években az alábbi módon változott:
| Utasok száma | 11 418 358 | 15 628 886 | 19 718 236 | 18 868 388 | 17 089 365 | 19 516 127 | 22 221 499 | 22 460 236 | 8 853 948 | 22 050 489 |
|              | 1998       | 2001       | 2004       | 2006       | 2009       | 2012       | 2015       | 2017       | 2020      | 2023       |

## Légitársaságok és úticélok
2023-ban a Midway nemzetközi repülőtérről az alábbi járatok indulnak:
| Légitársaság       | Célállomások | Refs   |
| ------------------ | --- | ------ |
| Allegiant Air      | Asheville, Destin/Fort Walton Beach, Knoxville, Provo, Punta Gorda (FL), Savannah | [ 2 ]  |
| Avelo Airlines     | Szezonális: New Haven (CT) | [ 3 ]  |
| Delta Air Lines    | Atlanta | [ 4 ]  |
| Delta Connection   | Detroit, Minneapolis/St. Paul | [ 4 ]  |
| Frontier Airlines  | Atlanta, Dallas/Fort Worth, Denver, Fort Lauderdale, Las Vegas, Miami, Ontario, Orlando, Philadelphia, Phoenix–Sky Harbor, San Juan, Tampa Szezonális: Cancún (kezdődik 2023. november 16-tól), Montego Bay, Raleigh/Durham, San Francisco | [ 6 ]  |
| Porter Airlines    | Toronto–Billy Bishop | [ 7 ]  |
| Southwest Airlines | Albany, Albuquerque, Atlanta, Austin, Baltimore, Birmingham (AL), Boston, Buffalo, Cancún, Charleston (SC), Charlotte, Cincinnati, Cleveland, Colorado Springs, Columbus–Glenn, Dallas–Love, Denver, Detroit, El Paso (kezdődik 2024. június 4-től), Fort Lauderdale, Fort Myers, Grand Rapids, Hartford, Houston–Hobby, Houston–Intercontinental, Jacksonville (FL), Kansas City, Las Vegas, Long Beach, Los Angeles, Louisville, Manchester (NH), Memphis, Miami, Minneapolis/St. Paul, Montego Bay, Myrtle Beach, Nashville, New Orleans, New York–LaGuardia, Norfolk, Oakland, Oklahoma City, Omaha, Ontario, Orlando, Philadelphia, Phoenix–Sky Harbor, Pittsburgh, Portland (ME), Portland (OR), Providence, Punta Cana, Raleigh/Durham, Richmond, Rochester (NY), Sacramento, Salt Lake City, San Antonio, San Diego, San Francisco, San Jose (CA), San Juan, Sarasota, Savannah, Seattle/Tacoma, St. Louis, Tampa, Tucson, Tulsa, Washington–Dulles (vége 2024. március 6-tól), Washington–National Szezonális: Boise, Bozeman (újrakezdődik 2024. június 4-től), Burbank, Destin/Fort Walton Beach, Indianapolis, Panama City (FL), Pensacola, Reno/Tahoe, San José del Cabo, West Palm Beach | [ 12 ] |
| Volaris            | Aguascalientes, Durango, Guadalajara, León/Del Bajío, Morelia, Zacatecas | [ 13 ] |